# 盐州 (渤海国)
盐州，渤海国设置的州。

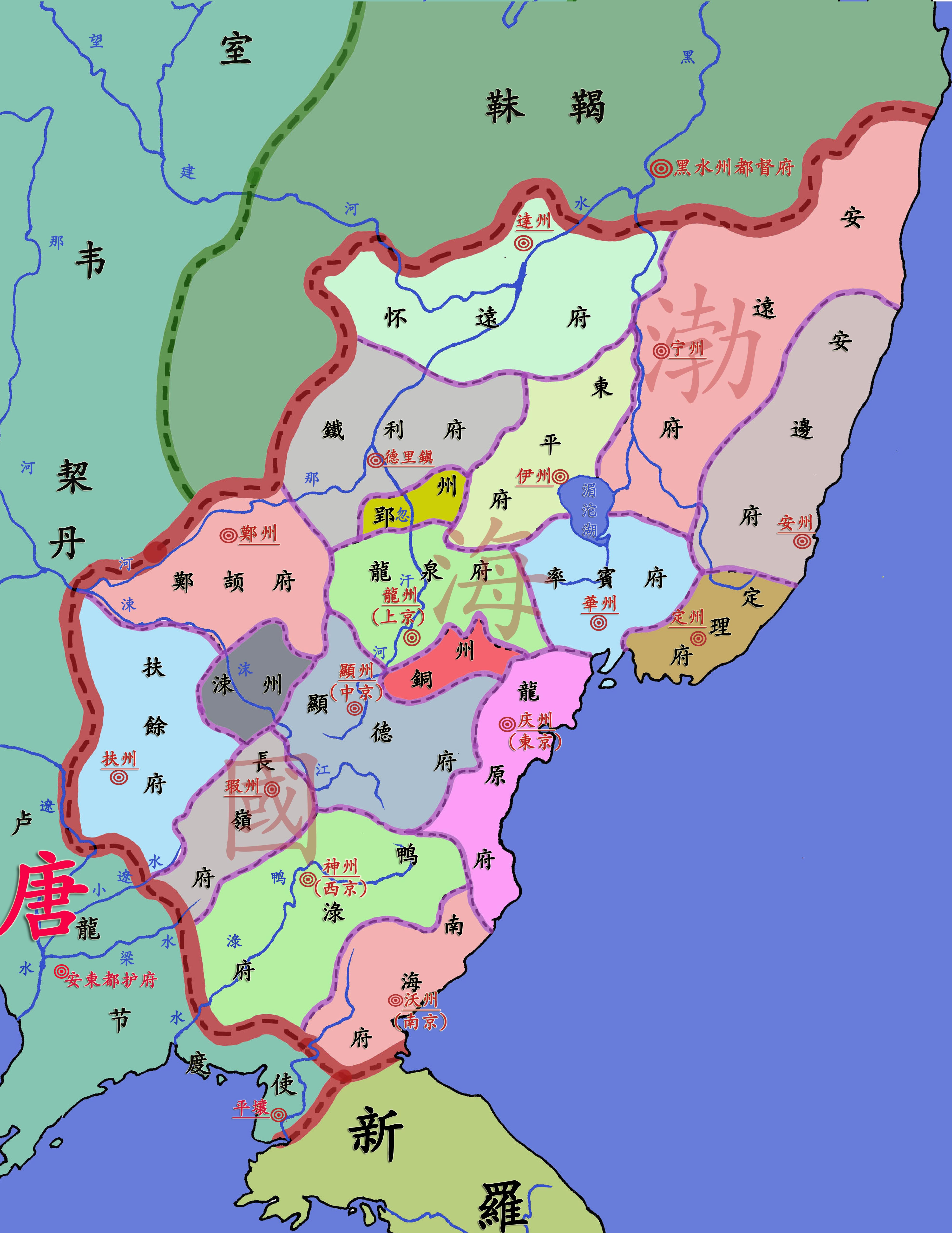
渤海國行政區劃

渤海国置盐州龙河郡。治所在龙河县（今俄罗斯库拉斯基诺北扎鲁比诺下岩杵河）。本濊貊地，属于驻地在庆州（今吉林省珲春市八连城）的东京龙原府。龙原府另辖穆州、贺州。盐州下辖四县：海阳、接海、格川、龙河，三百户。辽国灭渤海，将龙原府庆州迁到辽宁省凤城市，改称开州镇国军。盐州被废，隶于开州。相去一百四十里。